# Campeonato Europeo de Vóley Playa de 2013
El XXI Campeonato Europeo de Vóley Playa se celebró en Klagenfurt (Austria) entre el 30 de julio y el 4 de agosto de 2013 bajo la organización de la Confederación Europea de Voleibol (CEV) y la Federación Austríaca de Voleibol.
Las competiciones se realizaron en un estadio construido temporalmente en la playa del lago Wörthersee.

## Medallistas
| Evento            | Oro                                            | Plata                                       | Bronce                                      |
| ----------------- | ---------------------------------------------- | ------------------------------------------- | ------------------------------------------- |
| Masculino (04.08) | Pablo Herrera · Adrián Gavira · España         | Jānis Šmēdiņš Aleksandrs Samoilovs Letonia  | Grzegorz Fijałek · Mariusz Prudel · Polonia |
| Femenino (03.08)  | Doris Schwaiger · Stefanie Schwaiger · Austria | Liliana Fernández · Elsa Baquerizo · España | Laura Ludwig · Kira Walkenhorst · Alemania  |

## Medallero
| Núm. | País     | Oro | Plata | Bronce | Total |
| ---- | -------- | --- | ----- | ------ | ----- |
| 1    | España   | 1   | 1     | 0      | 2     |
| 2    | Austria  | 1   | 0     | 0      | 1     |
| 3    | Letonia  | 0   | 1     | 0      | 1     |
| 4    | Alemania | 0   | 0     | 1      | 1     |
| 4    | Polonia  | 0   | 0     | 1      | 1     |
|      | TOTAL    | 2   | 2     | 2      | 6     |